# Metrópoles FM
Metrópoles FM é uma emissora de rádio brasileira, com sede em Brasília, no Distrito Federal.

## História

### OK FM
Entrou no Ar em 4 de novembro de 1996, com o nome de OK FM.
Até 30 de abril de 2009, a emissora se chamava 104 FM, a emissora transmitia música popular a transmissões esportivas. No mesmo dia, a rádio passou a executar músicas e vinhetas tesaser anunciando: "a sua rádio está chegando em 104.1!", "… essa novidade vai pegar você!".
Depois, a frequência foi arrendada ao apresentador e radialista Toninho Pop, Marcelo Bragra (superintendente da rede Mix FM). Em 15 de junho de 2009 a emissora iniciou chamadas de expectativa, "a rádio que você esperava!, rádio do jeito! já chegou a Brasília Nativa FM".

### Nativa FM Brasília (2009-2012)
No dia 20 de julho de 2009 à meia-noite a Nativa FM, oficialmente entrou no ar no Distrito Federal, nos 104,1 FM, a emissora foi uma das que mais expandiram-se no IBOPE na história do Distrito Federal.
Em novembro de 2012 a Nativa FM Brasília encerra sua atividades, por não conseguiu implantar de forma plena seus projetos através da atual afiliada.

### FM 104 Brasília (2012)
Com isso, em 1.º de novembro de 2012, passou se chamar FM 104 Brasília.

### Rádio Mania (2013-2015)
Em junho de 2013 se a chamar Rádio Mania, rede de rádio com sede no Rio de Janeiro.

### Volta da OK FM (2015)
Em janeiro de 2015, após seis anos a emissora voltou a operar como OK FM, seu nome fantasia.

### Metrópoles FM (2018)
Em 8 de janeiro de 2018, a emisssora passou se chamar Metrópoles FM.